# Lillvattnet (Laxsjö socken, Jämtland)
Lillvattnet är en sjö i Krokoms kommun i Jämtland och ingår i Indalsälvens huvudavrinningsområde.